# اورکلاک کردن

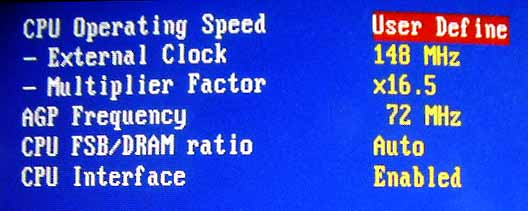
اورکلاک از طریق بایوس

اورکلاک (به انگلیسی: Overclocking) عملی است که منجر به سرعت‌بخشیدن به اجزاء سخت‌افزاری کامپیوتر می‌شود. اورکلاک را عمدتاً برای پردازنده مرکزی (به انگلیسی: CPU) و پردازنده گرافیکی (به انگلیسی: GPU) انجام می‌دهند. در واقع با اورکلاک کردن سخت‌افزاری عملکرد و کارکرد کامپپوتر را بهبود می‌بخشد. با بالابردن کلاک اجزای سخت‌افزاری تعداد انجام عملیات در هر ثانیه افزایش می‌یابد و عملکرد سیستم بالا می‌رود و سرعت انجام عملیات افزایش می‌یابد.